# 紺野りさ子
紺野 りさ子（こんの りさこ、1985年4月20日 - ）は、日本のAV女優で元グラビアアイドル。東京都出身。

## 略歴
2007年初頭にAV転向。また、これにより後述するイメージビデオの発売に影響が出たと言われている。

## 作品

### 一般向け作品
※いずれも佐和田 百香名義

#### テレビ番組
- さまぁ〜ず&美川憲一 美人マジシャン三姉妹お前ら魔女かよSP!!（2006年5月22日、テレビ朝日）
- ダブルH 第11回（2006年6月20日、テレビ東京）

#### イメージビデオ
- Beauty Honey 白石まゆ 佐和田百香（2006年12月22日、フォーサイド・ドット・コム）（現在ではDVDは廃盤となっているが、一部の有名動画配信サイトにて配信されている）

### アダルトビデオ
2007年
- 現役アイドルがAVデビュー!（1月18日、V&Rプロダクツ）
- グチョヌレエグエグぶっかけダンス（2月3日 ラハイナ東海）共演:瞳れん、平山加奈
- 現役アイドル紺野りさ子 超ギリギリモザイク×中出し5連発（4月5日、V&Rプロダクツ）
- 真正中出しプリンセス 5 〜元TVタレントがガチンコ生中出しに挑戦!〜（4月7日、モブスターズ）
- 現役アイドルの初アナル（5月17日、V&Rプロダクツ）
- CHARISMA☆MODEL（5月25日、kira☆kira）
- 【人気AV女優が出会いサイトで素人くんをゲット!オモチャにしちゃうゾ…】本領発揮!! アイドルが本当にやりたいHなコト!!（5月25日、P☆MAX）
- パンスト/こすりつけ/オナニー（5月25日、ジャネス）
- 赤裸々な素人 紺野りさ子 20歳（6月13日、スキッ）
- kira☆kira SPECIAL3MIX☆FUCK（6月25日、kira☆kira）共演:稲森あずみ、真央♪
- 時間よ止まれ! パート7（7月5日、V&Rプロダクツ）オムニバス作品 他出演:加護範子、むかいねね、瀬咲るな、桜亜美利、杏野まひる、愛音ゆう、椎名めぐみ
- ハーレム学園プレミアム VOL.2（7月7日、プレミアム）共演:蒼月ひかり、黒沢英里奈（喜田嶋りお）、春名えみ
- 現役アイドルがLADY初デビュー（7月19日、LADY×LADY）共演:泉まりん、長瀬あずさ
- 真性中出し（8月1日、MOODYZ）
- AFTER（8月25日、イエロー）共演:蒼月ひかり
- kira☆kira SPECIAL SEXYGALS★集団乱交（9月25日、kira☆kira）共演:蒼月ひかり、春名えみ、姫川りな、松島侑里、松野ゆい
- パイパンハイパーデジタルモザイク（11月1日、MOODYZ）
- 私は痴女 初志姦徹（12月21日、クリスタル映像）他出演:三好さくら、藤河涼子、愛乃彩音、藤本さおり

2008年
- 寸止め 18（1月11日、クリスタル映像）他出演:加藤ツバキ、山口玲子、安藤なつ妃、中條美華、春咲さくら
- kira☆kira HIGHSCHOOL GALS Vol.2（3月19日、kira☆kira）オムニバス作品 他出演:我那覇レイ、飯島夏希、Maron、河本愛、春名えみ